# Knives and Pens
"Knives and Pens" är en låt av det amerikanska rockbandet Black Veil Brides, från den andra "Never Give In"-utgivning av deras debut EP, Sex & Hollywood, och är deras hittills mest populära låt, där dess musikvideo har fått över 46 miljoner visningar på Youtube En nyinspelad version av låten medverkade på bandets debutalbum från 2010, We Stitch These Wounds. 

## Om låten

### Andra versioner
Låten remastrades och återutgavs som två nya versioner (en vanlig version med ett fåtal sång- och gitarrändringar, samt en exklusiv akustisk version) tillsammans med låtarna "We Stitch These Wounds" och "The Mortician's Daughter" på deras första studioalbum, We Stitch These Wounds.

### Betydelse
Texten till låten skrevs av Black Veil Brides sångare Andy runt titeln "Knives and Pens" som, enligt honom själv i ett flertal intervjuer, beskriver ett val: Knives (knivar) - destruktion (som i att skada sig själv, och Pens (pennor) - skapande (som i valet att han bestämde sig för att börja skriva musik och göra någonting av hans liv). Det Black Veil Brides vill förmedla med låten är att om man gör bra val i livet, kan man erövra alla bekymmer man kan stöta på.

### Introklipp
Det korta klippet i början av den ursprungliga versionen av låten är taget från dokumentären Paradise Lost: The Child Murders at Robin Hood Hills. Det togs från en inspelning från en av West Memphis Three-rättegångarna. Klippet lyder följande:
| ” | Åklagare - "In looking at young people involved in the occult, do you see any particular type of dress?" Vittne - "I have personally observed people wearing black fingernails, having their hair painted black, wearing black t-shirts... Sometimes they will tattoo themselves." | „ |

### Musikinformation
Låten spelas i tonarten D-moll och gitarrerna är stämda i Drop D. Låten börjar med ett piano som spelar en D-not, fram tills introklippet är klart då bandet börjar spela.

### Kritik
Black Veil Brides anklagades för att ha kopierat Avenged Sevenfold när de skrev låten, då de två introna till "Knives and Pens" och Avenged Sevenfolds "Unholy Confessions" låter extremt lika varandra. Även ackordföljderna är väldigt lika, men de är inte identiska, då introna är de enda likheterna mellan låtarna. Gitarrerna kan dock ha varit inspirerade av Avenged Sevenfolds låt.

## Musikvideo
Låtens officiella musikvideo släpptes på Youtube den 17 juni 2009 och regisserades av Patrick Fogarty, som senare även regisserade musikvideorna för "Perfect Wepon", "The Legacy", "Rebel Love Song" och "Coffin". I musikvideon syns David Sasik, som spelar rollen som en kille som påminner om Andy. Musikvideon gjordes på en låg budget, men trots detta blev videon mycket framgångsrik och gav videon dem internationell berömmelse. Den officiella musikvideon har nått över 46 miljoner visningar på Youtube.

### Musikvideons handling
Musikvideon skildrar ett scenario liknande Andys skolår, där han blev mobbad för hur han klädde sig, såg ut och musiken han lyssnade på; den enda skillnaden är att Andy inte har några syskon:
En kille går fram till sitt skåp och ser papperslappar fasttejpade på hans skåp, med sårande meddelanden skrivna på dem, såsom "emo", "fag" (bög) och "kill yourself" (döda dig själv). Han sliter av dem från skåpet och kastar dem i frustration på marken. Han blir till och med mobbad av sin bror, som snor anteckningsboken som han skriver låttexter, inspirerade av ilskan han känner, i. Han går hem, men hans bror kommer efter en stund in och lämnar tillbaka anteckningsboken. Han börjar därefter att skriva texten till "Knives and Pens".

## Medverkande
Black Veil Brides
- Andy Biersack – sång, keyboard
- Johnny Herold – sologitarr
- Nate Shipp – kompgitarr, bakgrundssång
- Phil Cenedella – bas
- Chris "Craven" Riesenberg - trummor

Musikvideo-bandet/produktion
- Andy Biersack - sång
- Chris "Hollywood" Bluser - gitarr
- Sandra Alvarenga - trummor
- David Sasik - huvudroll
- Patrick Fogarty - regissör